# Diatraea evanescens
Diatraea evanescens is een vlinder van de familie van de grasmotten (Crambidae). De wetenschappelijke naam van deze soort is voor het eerst voorgesteld door Harrison Gray Dyar Jr. in een publicatie uit 1917.
De soort komt voor in de Verenigde Staten en Guatemala.